# Boxeuropameisterschaften 2006
Die 36. Herren-Boxeuropameisterschaften der Amateure wurden vom 12. bis zum 22. Juli 2006 im bulgarischen Plowdiw ausgetragen.
Russland wurde mit neun Titeln erfolgreichste Nation. Gastgeber Bulgarien und Ukraine gewannen je einen Europameistertitel. Es wurden Wettkämpfe in elf Gewichtsklassen ausgetragen.

## Ergebnisse

### Halbfliegengewicht bis 48 kg
| Platz | Land | Athlet              |
| ----- | ---- | ------------------- |
| 1     | RUS  | David Hajrapetjan   |
| 2     | ITA  | Alfonso Pinto       |
| 3     | MKD  | Mumin Veli          |
| 3     | ARM  | Howhannes Danieljan |

### Fliegengewicht bis 51 kg
| Platz | Land | Athlet              |
| ----- | ---- | ------------------- |
| 1     | RUS  | Georgi Balakschin   |
| 2     | AZE  | Samir Məmmədov      |
| 3     | BLR  | Bata-Munka Wankejeu |
| 3     | FRA  | Jérôme Thomas       |

### Bantamgewicht bis 54 kg
| Platz | Land | Athlet            |
| ----- | ---- | ----------------- |
| 1     | RUS  | Ali Alijew        |
| 2     | BUL  | Detelin Dalakliew |
| 3     | CRO  | Mirsad Ahmeti     |
| 3     | HUN  | Zsolt Bedák       |

### Federgewicht bis 57 kg
| Platz | Land | Athlet            |
| ----- | ---- | ----------------- |
| 1     | RUS  | Albert Selimow    |
| 2     | AZE  | Şahin İmranov     |
| 3     | ENG  | Stephen Smith     |
| 3     | BUL  | Alexej Schajdulin |

### Leichtgewicht bis 60 kg
| Platz | Land | Athlet               |
| ----- | ---- | -------------------- |
| 1     | RUS  | Alexei Tischtschenko |
| 2     | ARM  | Hratschik Jawachjan  |
| 3     | BLR  | Wasgen Safarjanz     |
| 3     | UKR  | Olxander Kljuchko    |

### Halbweltergewicht bis 64 kg
| Platz | Land | Athlet          |
| ----- | ---- | --------------- |
| 1     | BUL  | Boris Georgiew  |
| 2     | RUS  | Oleg Komissarow |
| 3     | ROU  | Ionuț Gheorghe  |
| 3     | HUN  | Gyula Káté      |

### Weltergewicht bis 69 kg
| Platz | Land | Athlet              |
| ----- | ---- | ------------------- |
| 1     | RUS  | Andrei Balanow      |
| 2     | BUL  | Spas Genow          |
| 3     | UKR  | Oleksandr Stretskij |
| 3     | GEO  | Kahaber Jwania      |

### Mittelgewicht bis 75 kg
| Platz | Land | Athlet          |
| ----- | ---- | --------------- |
| 1     | RUS  | Matwei Korobow  |
| 2     | AZE  | Rahib Bəylərov  |
| 3     | UKR  | Oleksandr Ussyk |
| 3     | SCO  | Fundo Mhura     |

### Halbschwergewicht bis 81 kg
| Platz | Land | Athlet              |
| ----- | ---- | ------------------- |
| 1     | RUS  | Artur Beterbijew    |
| 2     | UKR  | Ismajil Sillach     |
| 3     | IRL  | Kenneth Egan        |
| 3     | ROU  | Constantin Bejenaru |

### Schwergewicht bis 91 kg
| Platz | Land | Athlet             |
| ----- | ---- | ------------------ |
| 1     | UKR  | Denys Pojazyka     |
| 2     | RUS  | Roman Romantschuk  |
| 3     | AZE  | Elçin Əlizadə      |
| 3     | GER  | Alexander Powernow |

### Superschwergewicht über 91 kg
| Platz | Land | Athlet           |
| ----- | ---- | ---------------- |
| 1     | RUS  | Islam Timursijew |
| 2     | FIN  | Robert Helenius  |
| 3     | BUL  | Kubrat Pulew     |
| 3     | TUR  | Kurban Günebakan |